# Grzymalin
Grzymalin – wieś w Polsce położona w województwie dolnośląskim, w powiecie legnickim, w gminie Miłkowice, nad Czarną Wodą.

## Historia
Do 1645 właścicielem pałacu w Grzymalinie był Joachim Fryderyk Bilicer z rodu Bilicerów z Prudnika.
W latach 1945–1954 siedziba gminy Grzymalin. W latach 1975–1998 miejscowość administracyjnie należała do województwa legnickiego.

## Zabytki
- folwark, znajduje się zachodniej części wsi i posiada zachowane trzy skrzydła. W skrzydle północnym, odsuniętym najdalej od wiejskiej drogi, zlokalizowano dwa bloki mieszkalne z płaskimi dachami[5].